# Pangbatok
Pangbatok is een bestuurslaag in het regentschap Pamekasan van de provincie Oost-Java, Indonesië. Pangbatok telt 3136 inwoners (volkstelling 2010).